# Baht
Cette page contient des caractères thaïs. En cas de problème, consultez Aide:Unicode ou testez votre navigateur.
Le baht est l'unité monétaire de la Thaïlande (en thaï บาท, symbole ฿, code ISO 4217 : THB) depuis la fin du XIXe siècle. Il est divisé en 100 satangs.
Depuis 1945, le baht est resté, au change et face au dollar américain, d'une remarquable stabilité.
Le baht (dit aussi tical) est à l'origine une unité de masse, encore utilisée actuellement dans le commerce de l’or, équivalant à 15,2 grammes.

## Historique et évolution du système

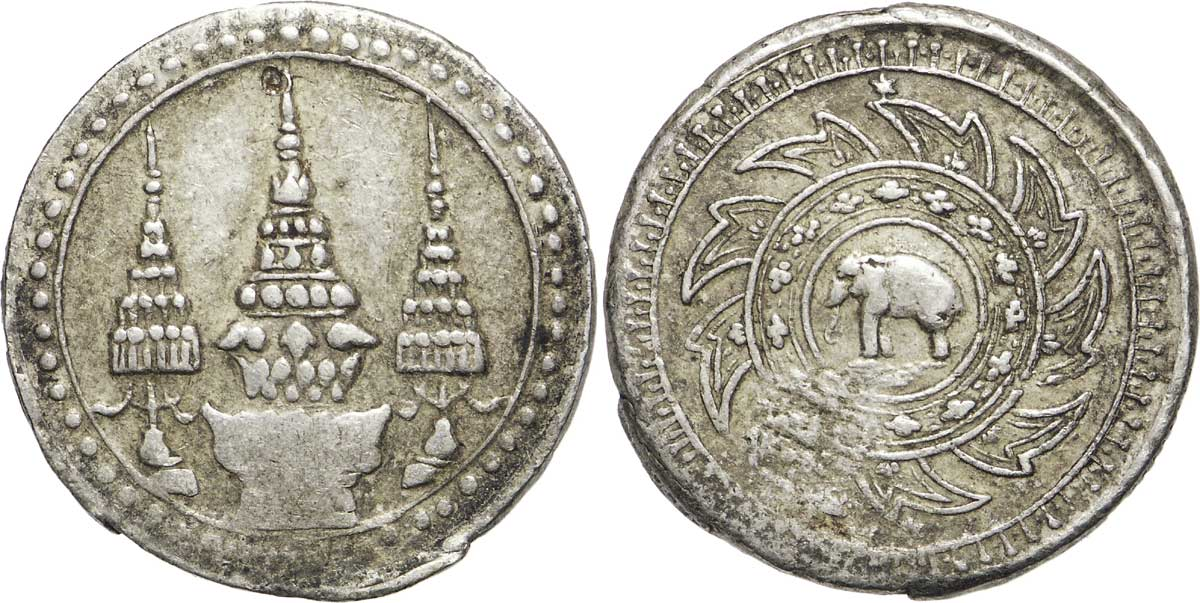
Pièce de 1 salung ou 1/4 de baht en argent, avers et revers, 3.82 g, frappée en 1869.

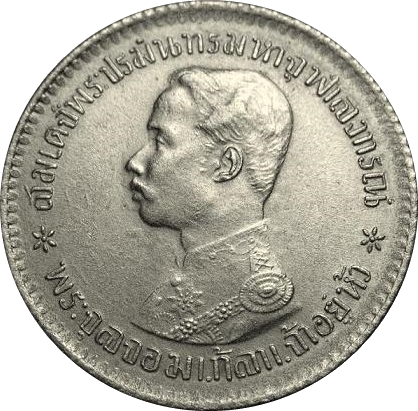
Pièce de 1 salung ou 1/4 de baht (avers, argent), buste de Rama V, 127 (1908).

La Thaïlande, qui ne prend ce nom qu'en 1939, hérite d'une très ancienne histoire monétaire liée à celles d'une succession de royaumes et d'États émetteurs, dont le royaume du Siam. Historiquement, les Thaï fondent une première structure organisée capable de développer une politique monétaire à partir du XIIIe siècle. Durant les époques antérieures, les cultures Fou-nan, Chen-la, et Dvaravati sont connues pour avoir frappé monnaie, lesquelles circulent en même temps que diverses formes de monnaies de commodités,.
Avec l'émergence du royaume de Sukhothaï au début du XIIIe siècle, est fabriquée la photduang (พดด้วง, bullet money (en)), prenant la forme de billes d'argent métal originellement martelé et cisaillé, contremarquées principalement des symboles figurant la Shankha (coquille de conque), la roue Dharmachakra, le Trishula et des animaux : elles circulent au moins jusqu'au 27 octobre 1904, date à laquelle elles sont démonétisées,. Vers la même époque, au Lan Xang, apparait au nord-est du Siam, le lat, qui va circuler conjointement avec la photduang,. Au XVIe siècle, dans l'actuel Cambodge, auraient circulé, selon des observateurs occidentaux, les premiers ticals.
Sous le régime de la dynastie Chakri du royaume siamois de Rattanakosin, dans les années 1850, les premières monnaies modernes vont être frappées grâce à des presses monétaires britanniques offertes au roi Rama IV, et est émis également du papier monétaire. À cette époque, la pièce d'un tical (en thaï, baht) était composée d'argent métal et pesait un peu plus de 15 grammes, soit l'équivalent au change en 1860 à 0,41 tael chinois, de 0,60 piastre indochinoise (ou dollar de commerce), soit environ 2,60 francs-or. À l'origine, le mot baht est celui d'une unité de masse équivalant à 15,244 g. Le tical, pesant 15 g d'argent, fut ainsi nommé baht, mais l'ancienne dénomination tical va perdurer dans la population, notamment parce qu'elle était gravée sur les pièces de monnaie. La plus petite pièce divisionnaire frappée à cette époque (1862-1864) est celle de 1 solot en étain, valant 1/128e de baht.
Comme le baht n'était pas adossé à l'étalon-or, il ne cessa de se dévaluer dans les années 1880-1900. En 1908, son cours moyen se stabilise à 1,94 franc, soit 13 bahts pour une livre sterling. En 1920, il remonte à 11 bahts pour 1 £. 
L'actuel système décimal, subdivisant le baht en 100 satangs (สตางค์), est introduit en 1897 par le roi Rama V, Chulalongkorn, mais mis plus de dix ans à s'imposer. En 1902, le système monétaire était encore constitué de :
- Monnaies d'argent :
  - 1 tical (1 baht, soit 100 satangs) : 15,244 g
  - 1 salung (1/4 tical, soit 25 satangs) : 3,8 g
  - 1 fuang (1/2 salung, soit 12,5 satangs) : 1,9 g
- Monnaies de cuivre :
  - 1 song phai (2 phai, soit 6,25 satangs) : 18,9 g
  - 1 phai (1/4 fuang, soit 3,125 satangs) : 11,3 g
  - 1 att (1/2 phai, soit 1,5625 satangs) : 5,6 g
  - 1 solot (1/2 att, soit 0,78125 satangs) : 2,8 g

Au cours des années, comme les monnaies européennes, le baht se dévalorisa et la pièce fut frappée en nickel, l'étain fut réintroduit, et le nom tical fut définitivement remplacé par le nom baht dans les années 1940, et la division centésimale, le satang fut plus communément utilisée, les anciennes subdivisions binaires du tical étant mal adaptées aux usages comptables et devenues trop faibles en valeur pour les échanges commerciaux, et ne figurant plus sur les nouvelles pièces frappées uniquement en bahts ou en satangs.

Évolution du taux de change du Baht avec l'euro entre 2006 et 2018.

Après la Seconde Guerre mondiale, un accord économique lia le baht au dollar américain pour un taux d'environ 25 THB pour 1 USD.
Mais en juillet 1997, l'éclatement de la bulle immobilière thaïlandaise provoqua un krach financier qui s'étendit à toute l'économie asiatique, le baht dut se résoudre à devenir une monnaie flottante ce qui entraîna une forte dévaluation à 32 THB pour 1 USD le 31 juillet 1997 avant les cotations flottantes.
Comme le montre le diagramme ci-contre, le baht, suivant son trend, n'a cessé de s'apprécier par rapport à l'euro depuis 2006.

## Pièces et billets actuellement en circulation
Pièces de monnaie

Les pièces et billets en circulation en 2005 à l'effigie du souverain Rama IX

Coté face on trouve l'effigie du souverain ;  coté pile on trouve un temple bouddhiste
Peu circulantes :
- 1 satang en aluminium
- 5 satangs en aluminium
- 10 satangs en aluminium
- 25 satangs en cupro-nickel (coté pile : Wat Phra Mahathat à Nakhon Si Thammarat)
- 50 satangs en cupro-nickel (coté pile : Chedi du Wat Prathat  Doi Suthep à Chiang Mai)

Courantes :
- 1 baht en nickel (coté pile : Chedis du temple du Bouddha d'émeraude Wat Phra Kaeo à Bangkok)
- 2 bahts en bronze d'aluminium (coté pile : temple de la montagne d'or Wat Saket à Bangkok)
- 5 bahts en nickel (coté pile : Wat Benchama Bophit à Bangkok)
- 10 bahts bi-métallique (coté pile : temple de l'Aube Wat Arun à Bangkok)

Billets de banque
- 10 bahts (en voie de disparition)
- 20 bahts
- 50 bahts
- 100 bahts
- 500 bahts
- 1 000 bahts

Avec l'avènement de Rama X, en 2018, une nouvelle série de pièces et de billets est en cours de fabrication, remplaçant l'ancienne série apparue à partir de 2001 (photo ci-contre). Les pièces et billets sont en grande partie fabriqués par une entreprise de frappe de monnaie et d'impression de billets de banque située en Chine.
Un grand nombre de pièces commémoratives de 2, 5, ou 10 bahts ont été émises ainsi que des billets de 50, 60, 100, 500 et même 500 000 bahts pour commémorer des évènements royaux.

### Ressemblance avec la pièce de 2 euros
Lors de l'arrivée en 2002 des pièces de 2 euros, la ressemblance très forte avec la pièce de 10 bahts, antérieure de trois ans, frappa les esprits (même bi-métallisme, module, et poids pratiquement identique), si bien que les distributeurs automatiques européens l'acceptaient. Un grand nombre de pièces ont pris alors la direction de l'Europe pour un échange lucratif (10 bahts valent environ 25 centimes d'euros). Des réglages plus fins des appareils européens ont mis un terme à ce trafic.

### Datation des émissions
Les premières frappes monétaires utilisent la datation calculée à partir de l'année 1 du règne de Rama Ier : ex. la date 120 correspond à l'année 1901. Puis en 1889, est introduite la datation calculée sur le Calendrier solaire thaïlandais : ex. l'année 2530 correspond à l'année 1987.